# 23218 Puttachi
23218 Puttachi este un asteroid din centura principală de asteroizi.

## Descriere
23218 Puttachi este un asteroid din centura principală de asteroizi. A fost descoperit pe 1 noiembrie 2000 la Socorro, New Mexico, în cadrul proiectului LINEAR. Asteroidul prezintă o orbită caracterizată de o semiaxă mare de 2,93 ua, o excentricitate de 0,06 și o înclinație de 0,8° în raport cu ecliptica.